# Gaddo Gaddi
Pour les articles homonymes, voir Gaddi.
Gaddo Gaddi (Florence, 1260 - 1332) est un peintre et mosaïste italien de l'école florentine du XIIIe siècle et le père du peintre Taddeo Gaddi.

## Biographie
Gaddo Gaddi a beaucoup œuvré sur la mosaïque de la voûte du baptistère Saint-Jean de Florence et sur le médaillon central de la façade de Santa Maria del Fiore, en particulier sur le Couronnement de la Vierge, selon Vasari.

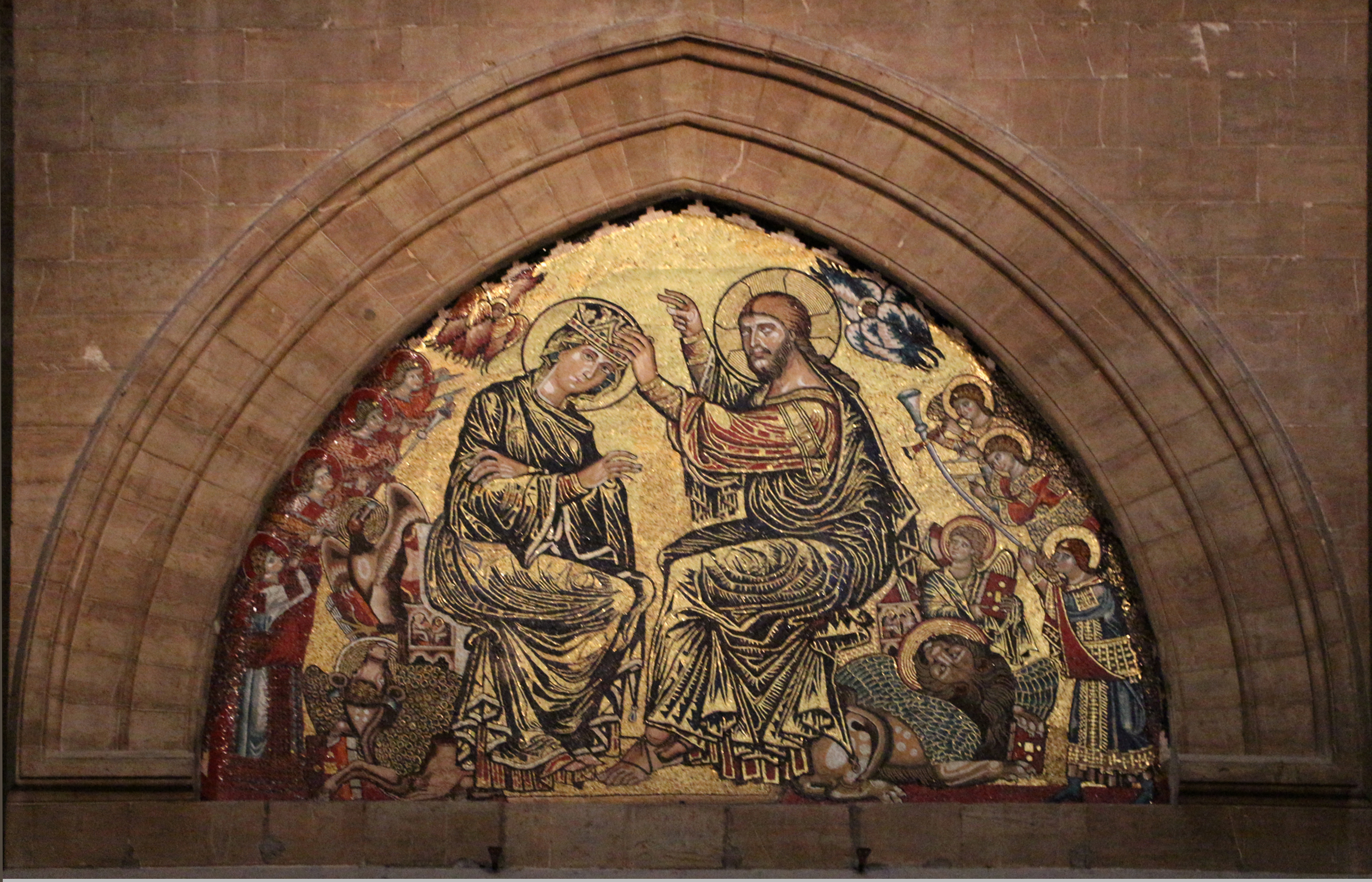
Couronnement de la Vierge (attribué à Gaddo Gaddi), Santa Maria del Fiore, Florence
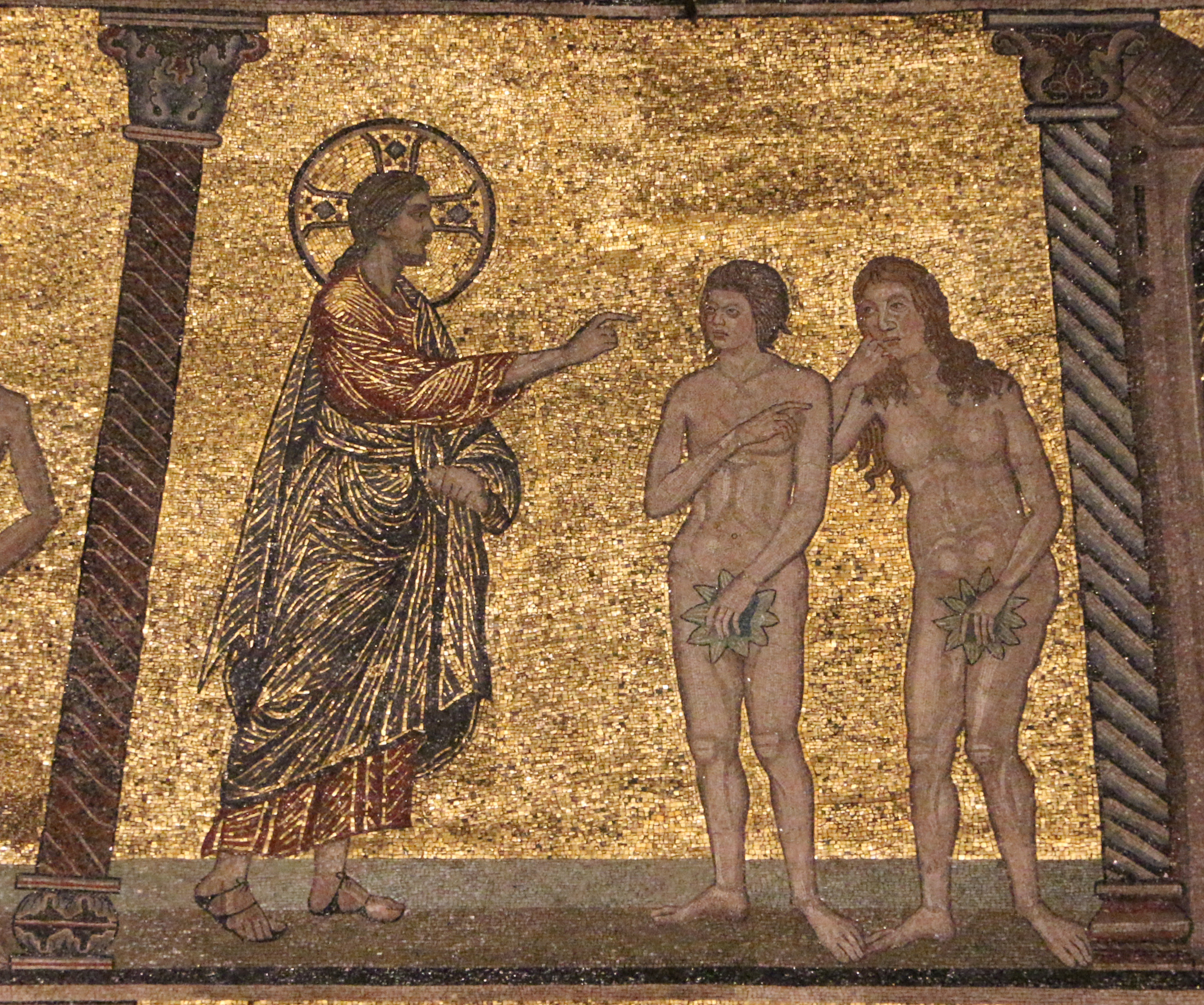
Genèse, Baptistère de Florence (attribué à Gaddo Gaddi)